# Belovo (obchtina)
Pour les articles homonymes, voir Belovo.
Belovo (bulgare : Белово) est une obchtina de l'oblast de Pazardjik en Bulgarie.